# The Fleur-de-Lis Ring
The Fleur-de-Lis Ring è un cortometraggio muto del 1914 diretto da Wray Physioc (Wray Bartlett Physioc) e interpretato da Alfred Paget e Isabel Rea.

## Produzione
Il film fu prodotto dalla Biograph Company.

## Distribuzione
Distribuito dalla General Film Company, il film - un cortometraggio in una bobina - uscì nelle sale cinematografiche statunitensi il 12 novembre 1914.
Non si conoscono copie ancora esistenti della pellicola che viene considerata presumibilmente perduta.